# Arcipelago delle Eolie - area marina e terrestre
Arcipelago delle Eolie - area marina e terrestre este o arie protejată (arie de protecție specială avifaunistică — SPA) din Italia întinsă pe o suprafață de 41.887 ha, din care 79 % marine.

## Localizare
Centrul sitului Arcipelago delle Eolie - area marina e terrestre este situat la coordonatele 38°29′47″N 14°54′01″E / 38.496256°N 14.900255°E.

## Înființare
Situl Arcipelago delle Eolie - area marina e terrestre a fost declarat arie de protecție specială avifaunistică în iunie 2006 pentru a proteja 5 specii de plante și 84 de specii de animale.

## Biodiversitate
Situată în ecoregiunea mediteraneană, aria protejată conține 22 de habitate naturale: Pante stâncoase calcaroase cu vegetație casmofită, Vegetație anuală la limita mareei, Formațiuni scunde de Euphorbia în apropierea falezelor, Câmpuri de lavă și excavații naturale, Recifuri, Straturi cu Posidonia (Posidonion oceanicae), Păduri de pin mediteraneene cu pini mezogeni endemici, Lagune de coastă, Peșteri marine scufundate complet sau parțial, Salicornia și alte specii anuale care populează regiunile mlăștinoase și nisipoase, Pseudostepă cu ierburi și specii anuale de Thero-Brachypodietea, Dune mobile cu vegetație embrionară, Tufărișuri halofile mediteraneene și termo-atlantice (Sarcocornetea fruticosi), Păduri de Castanea sativa, Dune cu vegetație ierboasă Malcolmietalia, Păduri de stejar alb estice, Pășuni mediteraneene udate de apa mării (Juncetalia maritimi), Păduri de Quercus ilex și Quercus rotundifolia, Grohotișuri termofile și vest-mediteraneene, Galerii și tufărișuri riverane sudice (Nerio-Tamaricetea și Securinegion tinctoriae), Faleze cu vegetație de Limonium spp. endemic de pe coastele mediteraneene, Tufărișuri termo-mediteraneene și de pre-deșert.
La baza desemnării sitului se află mai multe specii protejate:
- plante (5): Cytisus aeolicus, Dianthus rupicola, Eokochia saxicola, Petalophyllum ralfsii, Silene hicesiae
- păsări (78): ciocârlie-de-câmp (Alauda arvensis), pescăruș albastru (Alcedo atthis), rață sulițar (Anas acuta), rață pitică (Anas crecca), rață mare (Anas platyrhynchos), fâsă-de-câmp (Anthus campestris), acvilă de câmp (Aquila heliaca), stârc roșu (Ardea purpurea), stârc galben (Ardeola ralloides), rață-cu-cap-castaniu (Aythya ferina), Bucanetes githagineus, șorecar mare (Buteo rufinus), ciocârlie-cu-degete-scurte (Calandrella brachydactyla), Calidris alba, bătăuș (Calidris pugnax), Calonectris diomedea, caprimulg (Caprimulgus europaeus), barză albă (Ciconia ciconia), barză neagră (Ciconia nigra), erete de stuf (Circus aeruginosus), erete vânăt (Circus cyaneus), erete alb (Circus macrourus), erete cenușiu (Circus pygargus), porumbel (Columba livia), porumbel gulerat (Columba palumbus), dumbrăveancă (Coracias garrulus), cioară neagră (Corvus corone), prepeliță (Coturnix coturnix), egretă mică (Egretta garzetta), Eudromias morinellus, Falco eleonorae, Falco naumanni, șoim călător (Falco peregrinus), vânturel de seară (Falco vespertinus), muscar-gulerat (Ficedula albicollis), lișiță (Fulica atra), Gallinago media, ciovlica roșcată (Glareola pratincola), cocor (Grus grus), scoicar (Haematopus ostralegus), acvilă pitică (Hieraaetus pennatus), piciorong (Himantopus himantopus), Hydrobates pelagicus, stârc pitic (Ixobrychus minutus), sfrâncioc roșiatic (Lanius collurio), Larus genei, Larus michahellis, pescăruș râzător (Larus ridibundus), sitar de mâl (Limosa limosa), ciocârlie de pădure (Lullula arborea), becațină mică (Lymnocryptes minimus), rață pestriță (Mareca strepera), ciocârlie de bărăgan (Melanocorypha calandra), gaia neagră (Milvus migrans), gaia roșie (Milvus milvus), vultur egiptean (Neophron percnopterus), stârc de noapte (Nycticorax nycticorax), vultur pescar (Pandion haliaetus), viespar (Pernis apivorus), Phoenicopterus ruber, coțofană (Pica pica), ploier argintiu (Pluvialis squatarola), Puffinus puffinus, Puffinus yelkouan, sitar de pădure (Scolopax rusticola), Spatula clypeata, guguștiuc (Streptopelia decaocto), turturică (Streptopelia turtur), graur (Sturnus vulgaris), silvie de tufiș (Sylvia undata), fluierar de mlaștină (Tringa glareola), fluierar cu picioare verzi (Tringa nebularia), fluierarul cu picioare roșii (Tringa totanus), sturzul viilor (Turdus iliacus), mierlă (Turdus merula), sturz-cântător (Turdus philomelos), sturzul de vâsc (Turdus viscivorus), nagâț (Vanellus vanellus)
- mamifere (3): liliac cu urechi de șoarece (Myotis blythii), liliacul mare cu potcoavă (Rhinolophus ferrumequinum), delfin mare (Tursiops truncatus)
- pești (1): Alosa fallax
- reptile (2): Caretta caretta, țestoasă bănățeană (Testudo hermanni)

Pe lângă speciile protejate, pe teritoriul sitului au mai fost identificate 176 de specii de plante, 66 de specii de păsări, 14 specii de mamifere, 181 de specii de nevertebrate, 18 specii de pești, 10 specii de reptile.